# Gaurax elbergi
Gaurax elbergi är en tvåvingeart som beskrevs av Nartshuk 1973. Gaurax elbergi ingår i släktet Gaurax och familjen fritflugor. Inga underarter finns listade i Catalogue of Life.